# Längdenhet
En längdenhet är en måttenhet för längd eller avstånd.

## Längdenheter inomSI
Den grundläggande SI-enheten är meter (m), som kan användas tillsammans med SI-prefix.
En ångström (Å) är 10-10 meter. En mil är i dagens Sverige detsamma som 10 km.

## Traditionella längdenheter efter land

### Amerikanska längdenheter
| inch    |        |           |           |         | 1 inch    | 0,025400 meter (25,4 mm) |
| foot    |        |           |           | 1 foot  | 12 inches | 0,30480 m (30,48 cm)     |
| yard    |        |           | 1 yard    | 3 feet  | 36 in     | 0,91440 m (91,44 cm)     |
| furlong |        | 1 furlong | 220 yards | 660 ft  | 7920 in   | 201,1680 m               |
| mile    | 1 mile | 8 furlong | 1760 yd   | 5280 ft | 63360 in  | 1609,344 m               |

### Brittiska längdenheter
Om engelska (medicinska) inverterade längdenheten G eller GA (Gauge, Needle gauge). Se även Kateter.

### Franska längdenheter
Om franska (medicinska) längdenheten Ch eller CH (Charrière), även F, Fg, Fr eller FR. 1 Charrière = 1 mm yttre omkrets ≈ 1/3 mm ytterdiameter. Se även Kateter.

### Gamla testamentet
- Aln 1 aln motsvarade ungefär 18 tum, dvs lite drygt 45 cm eller en knapp halvmeter.[1]

### Japanska längdenheter
- Sun, 3,03 cm
- Shaku, 30,3 cm

### Kinesiska längdenheter
- Cun, 3,33 cm
- Chi 33,33 cm
- Zhang, 3,33 m
- Li, 500 m
- Bu, 1,39 m

### Romerska längdenheter
- Romersk mil, 1 000 dubbelsteg = 1 479 meter.

### Ryska längdenheter
- Verst, 1066,8 m

### Spanska längdenheter
- Estado, 1,67 m

### Svenska längdenheter
- Mil (finns i en äldre och en nyare variant)

(äldre) 1 mil = 6000 famnar = 18000 alnar = 36000 fot = 10688 meter
(nyare) 1 mil = 10 kilometer = 10000 meter
- Fjärdingsväg 1 fjärdingsväg = 4500 alnar = 2672 meter.

(1/4 mil enligt den gamla mätningen)
- Famn (längdmått till sjöss). En svensk famn är 6 fot = 3 alnar = 1,78 meter.
- Steg 1 steg motsvarade 1/2 famn = 90 cm.
- Aln 1 aln = 2 fot = 4 kvarter = 59,4 cm.
- Kabellängd (längdmått till sjöss).

1 kabellängd (äldre) = 100 famnar = 178 m.
(nyare) =  185,2 m = 1/10 nautisk mil (distansminut).
- Stenkast 1 stenkast vanligtvis 50 steg det vill säga 40 — 50 meter.
- Spjutkast 1 spjutkast = max 35 - 40 meter.
- Yxkast 1 yxkast = okänt.
- Tvärhand 1 tvärhand = 4 tum = 8 – 10 cm.
- Tvärfot 1 tvärfot = 8 – 10 cm.
- Spann: På en utsträckt hand (inexakt) avståndet från tummens yttersta del till spetsen på pekfingret (litet spann), eller till spetsen av långfingret (stort spann). Sedermera definierades det som 1/4 aln, det vill säga motsvarande 148,44 mm.
- Fot 6 fot = 1 famn, 1 fot = 1/2 aln = 2 kvarter = 12 tum (verktum) = 29,69 cm.[2][3][4]
- 1 rev = 50 alnar, 1 stång = 5 alnar
- Toll, det under 1600- och 1700-talen vanliga namnet på tum. Toll är den lågtyska benämningen för tum (tyska zoll). Officiellt använt senast i en stadga från 1737. Torde avse verktum (och äldre sämre reglerade tumenheter).
- Tum 1 tum = 1/24 aln = 1/12 fot = 1/6 kvarter = 2,54 cm, indelat i 12 verklinjer.

Enligt 1665 års system var 1 tum (verktum) =  2,474 cm, det vill säga 1/12 fot.
I 1855 års decimalsystem var 1 tum = 2,969 cm, det vill säga 1/10 fot, indelat i 10 decimallinjer.
- Kvarter 1 kvarter = 1/4 aln = 6 tum (verktum) = 14,84 cm.
- Fingerbredd

1 fingerbredd = 1,85 cm
Vid syftning över fingerknogarna på en lätt knuten hand med utsträckt arm utgör 3 fingrars bredd en synvinkel om ca 100 streck

## Nautiskalängdenheter
Jorden är inte helt sfärisk, utan tjockare runt ekvatorn än från nordpolen till sydpolen och tillbaka. Men för navigation till sjöss eller flyg används följande mått:
- Jorden runt = 360 grader = 60 * 360 distansminuter = 60 * 60 * 360 distanssekunder.
- 1 distansminut är cirka 1852 meter, vilken även kallas nautisk mil (ibland egentligen felaktigt sjömil)
- Hastigheten 1 knop = 1 distansminut per timme (1852 m/h)

## Astronomiskalängdenheter
- astronomisk enhet
- ljusår
- parsec